# Tiruchirappalli
Tiruchirappalli là một thành phố và là nơi đặt hội đồng thành phố (municipal corporation) của quận Tiruchirappalli thuộc bang Tamil Nadu, Ấn Độ.

## Nhân khẩu
Theo điều tra dân số năm 2001 của Ấn Độ, Tiruchirappalli có dân số 746.062 người. Phái nam chiếm 50% tổng số dân và phái nữ chiếm 50%. Tiruchirappalli có tỷ lệ 83% biết đọc biết viết, cao hơn tỷ lệ trung bình toàn quốc là 59,5%: tỷ lệ cho phái nam là 85%, và tỷ lệ cho phái nữ là 80%. Tại Tiruchirappalli, 10% dân số nhỏ hơn 6 tuổi.